# Bratčice (Moravia meridionale)
Bratčice (in tedesco Bratschitz) è un comune della Repubblica Ceca facente parte del distretto di Brno-venkov, in Moravia Meridionale.